# Rothenstein (Königsberg)
Rothenstein war ein Dorf und eine Siedlung in Königsberg, dem heutigen Kaliningrad. Königsberg-Rothenstein war eine Bahnstation am Streckenkilometer 3,6 der Bahnstrecke Königsberg–Cranz, die von Königsberg nach Cranz (heute: Selenogradsk) an der Ostsee führte.

## Rothensteiner Unglücke

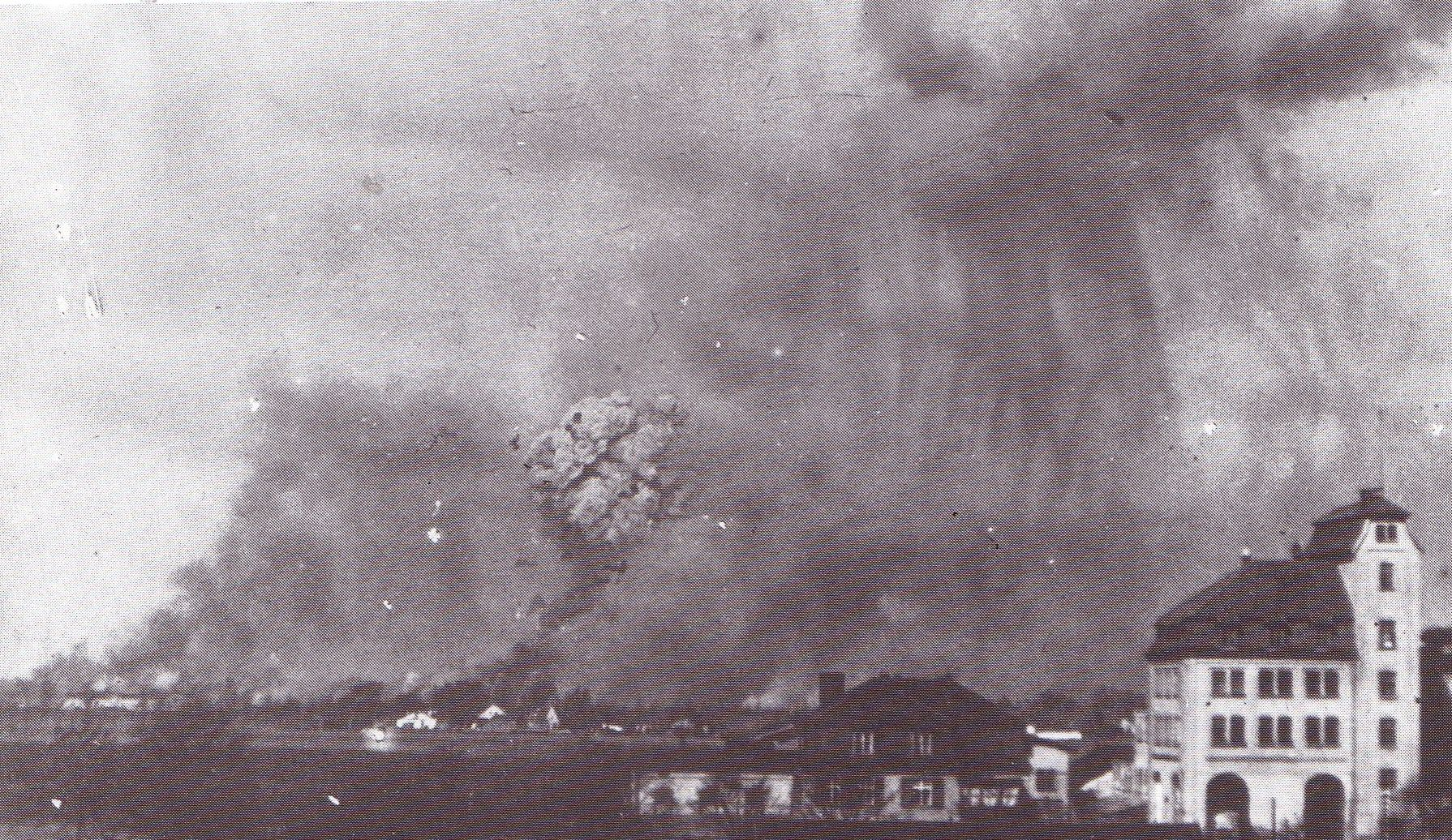
Rothensteiner Unglück

Nördlich von Maraunenhof lag eine Munitionsfabrik. Zum ersten Mal explodierte sie am 4. August 1916. Es gab 44 Tote und 95 Verletzte.
Die große Explosion von gelagerter Munition am 10. April 1920 verursachte noch in der Königsberger Innenstadt beträchtliche Schäden. Die Kuppel des Krematoriums mit den Fresken von Otto Ewel stürzte ein. Diesmal waren 205 Tote und 283 Verletzte zu beklagen. „Als General Reinhardt die  neu aufgestellte Reichswehr in Quednau besichtigen wollte, fiel ein angetretenes Bataillon, das er gerade begrüßen wollte, nach vorn auf die Nase. Gleichzeitig war der Knall einer heftigen Entladung zu hören. Die in der Nähe befindliche Munitionsfabrik in Rothenstein war in die Luft geflogen.“ Bei der Rettung der Verletzten half Siegfried Thomaschki.

## Internierungslager Rothenstein des NKWD 1945
Kurz nach der Eroberung Königsbergs durch die Rote Armee richtete der NKWD 1945 in den Gebäuden des Kasernenkomplexes Rothenstein ein Internierungslager für Tausende politisch verdächtige deutsche Zivilpersonen ein, für Männer und Frauen. Ein Insasse war der Violinist Michael Wieck, der in seinem Buch Zeugnis vom Untergang Königsbergs immer vom KZ Rothenstein spricht.
Der Architekt Frank Otto Albert Lortzing, der Schwiegersohn von Pfarrer Leopold Beckmann, starb dort Mitte April 1945.